# Bandiera della Costa d'Avorio
La bandiera della Costa d'Avorio è un tricolore composto da tre bande verticali di uguali dimensioni: arancione (lato del pennone), bianco e verde.

## Colori e simbolismo
Il disegno è basato sulla bandiera francese; l'arancione simboleggia la terra, la savana della parte settentrionale del paese e la sua fertilità; il bianco simboleggia la pace e il verde simboleggia la speranza e le foreste della parte meridionale del paese della Costa d'Avorio.

## Bandiere simili
- Bandiera irlandese: Stessi colori anche se di tonalità diverse e invertiti. Anche le proporzioni sono diverse. Non c'è alcuna correlazione a livello di simbolismo od origine, se non l'ispirazione alla bandiera francese.

Molto simili sono anche, di riflesso, la  bandiera italiana e la  bandiera francese cui la Costa d'Avorio si è ispirata.
- Bandiera del Niger: ha sostanzialmente gli stessi colori, anche se messi per orizzontale con un cerchio al centro, perché dopo l'indipendenza di questi stati erano uniti in una federazione panafricana.

- Bandiera dell'India: i colori della bandiera indiana sono pressoché uguali a quelli della bandiera della Costa d'Avorio.